# Душан Вукчевић
Душан Вукчевић (Сарајево, 14. новембар 1975) јесте бивши српски кошаркаш. Висок је 202 центиметра и играо је на позицији крила. Поред српског, има и држављанство Грчке, где и данас живи. Свом рођеном презимену додао је грчко презиме Цаликис.

## Каријера
Вукчевић је играо у јуниорима Босне, одакле је дошао у Црвену звезду. Каријеру касније наставља у Грчкој где прво потписује за Аполон из Патре, а затим за Олимпијакос где је играо четири сезоне и добио грчки пасош. Следећа дестинација му је био Реал Мадрид где је провео једну сезону. Након тога 2002. одлази у Монтепаски Сијену где проводи две сезоне и помаже тиму да дође до своје прве титуле италијанског првака у историји. Касније се кратко вратио у Олимпијакос током 2004. да би потом наступао за турски Улкерспор. Године 2005. се враћа у Италију где је остао до краја каријере и наступао у два наврата за Милано и Виртус Болоњу, да би од 2010. до 2012. наступао за италијанске друголигаше Римини и Верону где је завршио каријеру.
Са репрезентацијом Србије и Црне Горе је наступао на Европском првенству 2003. године у Шведској.

## Успеси

### Клупски
- Монтепаски Сијена:
  - Првенство Италије (1) : 2003/04.
- Улкерспор:
  - Куп Турске (1) : 2005.
- Виртус Болоња:
  - ФИБА Еврочеленџ (1): 2008/09.